# یواس‌اس چمانگ (ای‌او-۳۰)
یواس‌اس چمانگ (ای‌او-۳۰) (به انگلیسی: USS Chemung (AO-30)) یک کشتی بود که طول آن ۵۵۳ فوت (۱۶۹ متر) بود. این کشتی در سال ۱۹۳۹ ساخته شد.